# Brodus Clay
George Murdoch (* 21. února 1973) je americký profesionální wrestler lépe známý pod svým ringovým jménem Brodus Clay. Nejznámější je jeho působení ve WWE kde zápasil v rosteru Raw a byl trénován ve vývojovém středisku Florida Championship Wrestling (FCW). Skončil na předposledním místě ve čtvrté sezóně NXT. Naposledy působil ve společnosti National Wrestling Alliance (NWA), zde používal přezdívku Tyrus.

## Mládí
Před tím, než se stal wrestlerem, pracoval George jako bodyguard pro Snoop Dogga. Byl to právě Snoop Dogg kdo zavolal vlastníkovi WWE, Vince McMahonovi, aby dal Broduse trénovat. Spolu se Snoopem byli přátelé několik let a proto věděl, že to je jeho sen pracovat pro WWE.
George Murdoch je afroamerického, bělošského, mexického a polynéského původu.

## Profesionální wrestlingová kariéra

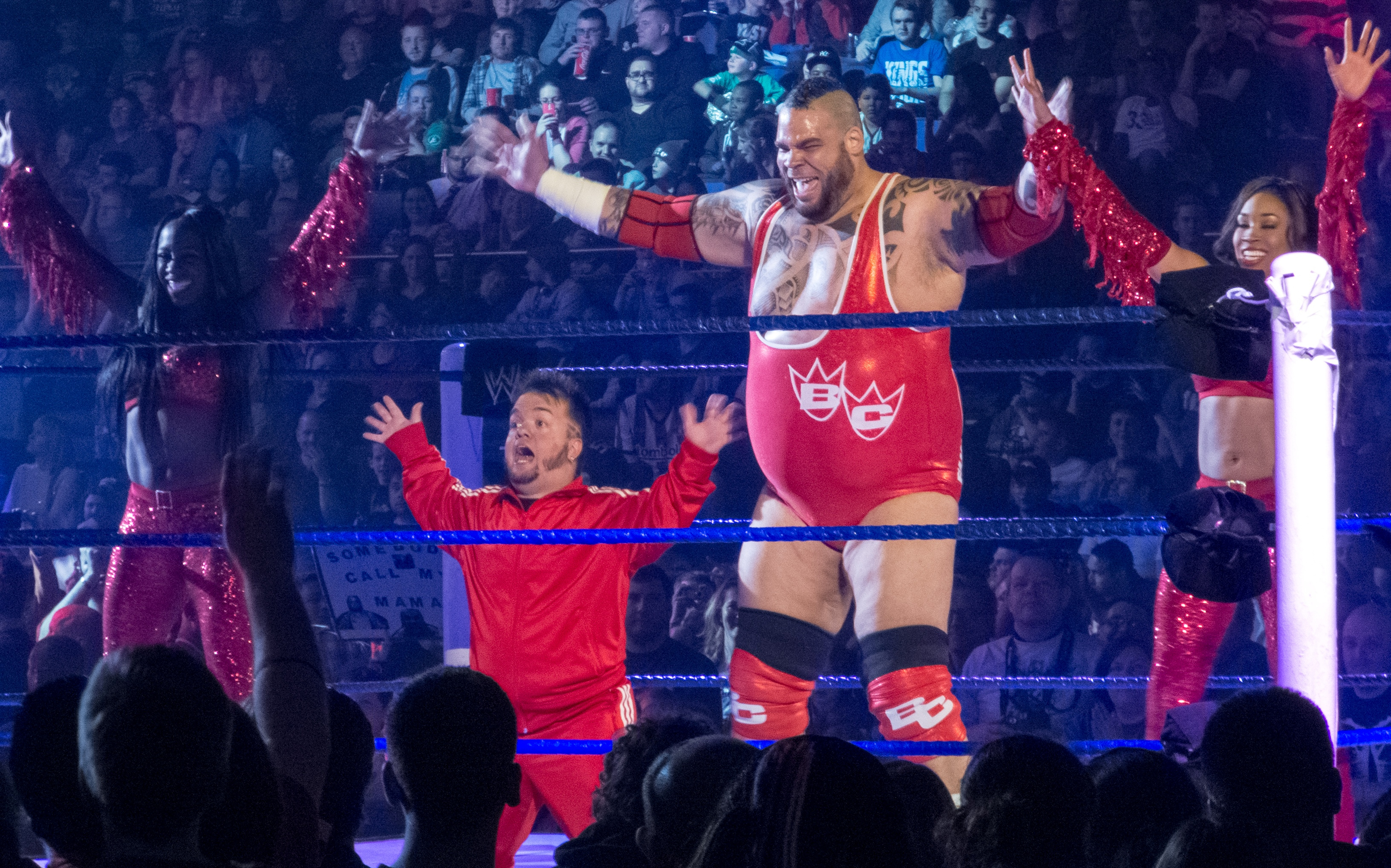
Tyrus ve westlingovém ringu

Po devíti vítězství na show Superstars za sebou se dostal Brodus do hlavního rosteru WWE 7. listopadu 2011. V ten den měl proběhnout i jeho debut na Raw, jenže John Laurinaitis ho neustále odkládal na "další týden". To pokračovalo až do ledna.
Svůj televizní návrat udělal 9. ledna 2012 na Raw jako face (kladný wrestler) s zábavou-milujícím gimmickem a přezdívkou "Funkasaurus". Objevil se v doprovodu svých tanečnic, "Funkadactyls", Naomi a Cameron a jeho bydliště bylo oznámeno jako "Planet Funk". Do svých příchodů do ringu zapojil taneční kreace které používá jak na Raw tak na SmackDown!. Na show Royal Rumble Brodus eliminoval Drew McIntyre.
Poté byl Brodus mimo ring téměř dva měsíce a zpět se vrátil 12. března v epizodě Raw. Na velké akci, WrestleManii 28, udělal vystoupení kde volal a tancoval s jeho matkou Clayovou. Následující večer na Raw začal Brodus feud s Dolphem Zigglerem s Jackem Swaggerem u ringu, když od těchto dvou zachránil Santino Marellu. Brodus a Santino je porazili 9. dubna. O necelé dva týdny později v epizodě SmackDown se spojil s Hornswoggle a uváděl jej jako svého mladšího bratra. 23. dubna na Raw Brodus a Hornswoggle porazili Zigglera díky diskvalifikaci protože do zápasu zasáhla Zigglerova manažerka Vickie Guerrero. To samé se stalo na Extreme Rules.

## Ostatní media
Svůj filmový debut udělal v nadcházejícím filmu od WWE Studios, No One Lives v roli Ethana.
Brodus je také jako stažitelná postava ve video hře WWE'12.

## Ve wrestlingu
- Zakončovací chvaty
  - Ah Funk It! / Fall of Humanity / What the Funk? (Running crossbody) - 2011-2012
  - G-Grip (FCW) - 2010
  - ICU (FCW) / Running splash (WWE) - 2010-současnost
- Ostatní chvaty
  - Body avalanche
  - Clothesline
  - Corner hip attack
  - Elbow drop
  - Falling powerslam
  - Fisherman buster
  - Forearm club
  - Front powerslam
  - Headbutt
  - Variace Multiple suplexu
    - Exploder
    - Head and arm
    - Overhead / Side belly to belly
    - Snap

  - Nerve hold
  - Scoop slam
  - Seated senton
  - Spinebuster
- Přezdívky
  - "Mastodon of Mayhem"
  - "Super Sexy Suplex Machine"
  - "World's Biggest Suplex Machine"
  - "Funkasaurus"
- Theme songy
  - "Rip It Up" od Josh Powell a Marc Williams (4. srpna 2011-7. listopadu 2011)
  - "Somebody Call My Momma" od Jim Johnston (9. ledna 2012-současnost)

## Šampionáty a ocenění
- - Pennsylvania Premiere Wrestling
- PPW Heavyweight Championship (1krát)
  - Total Nonstop Action Wrestling
- Bound for Gold vítěz (2015)
  - WWE
- Slammy Award (2012)